# Falx
Falx (lateinisch) war bei den Römern die Bezeichnung für Sicheln und sichelförmige Werkzeuge oder Waffen.

## Dakische Falx
Falx war die römische Bezeichnung für eine typische Hiebwaffe der antiken Daker. Es handelt sich dabei um ein etwa 50–130 cm langes Krummschwert mit nach innen gebogener Krümmung und einem langen hölzernen Schaft, das auf der Innenseite geschliffen war und mit beiden Händen geführt wurde.
In den Kriegen des römischen Reiches gegen die Daker unter Decebalus 106 n. Chr. verbreitete diese Waffe aufgrund ihrer Wucht bei den römischen Legionären Angst und Schrecken. Eine Falx konnte, von einem kräftigen Mann geführt, Leder- und sogar leichte Eisenrüstungen und Helme durchschneiden. Die Römer verstärkten aus diesem Grund während Trajans Dakienfeldzug die Rüstungen ihrer Legionäre. Beispielsweise sind aus Funden dieser Zeit kreuzförmige Metallstreben auf der Kuppel der Legionärshelme bekannt, die von den Waffenschmieden der römischen Trosse innerhalb von kurzer Zeit für die in Dakien stehenden Legionen flächendeckend eingeführt wurden.
Eine ähnliche Waffe wie die dakischen Falx war die Romphaia der Thraker.

## Römische Waffen

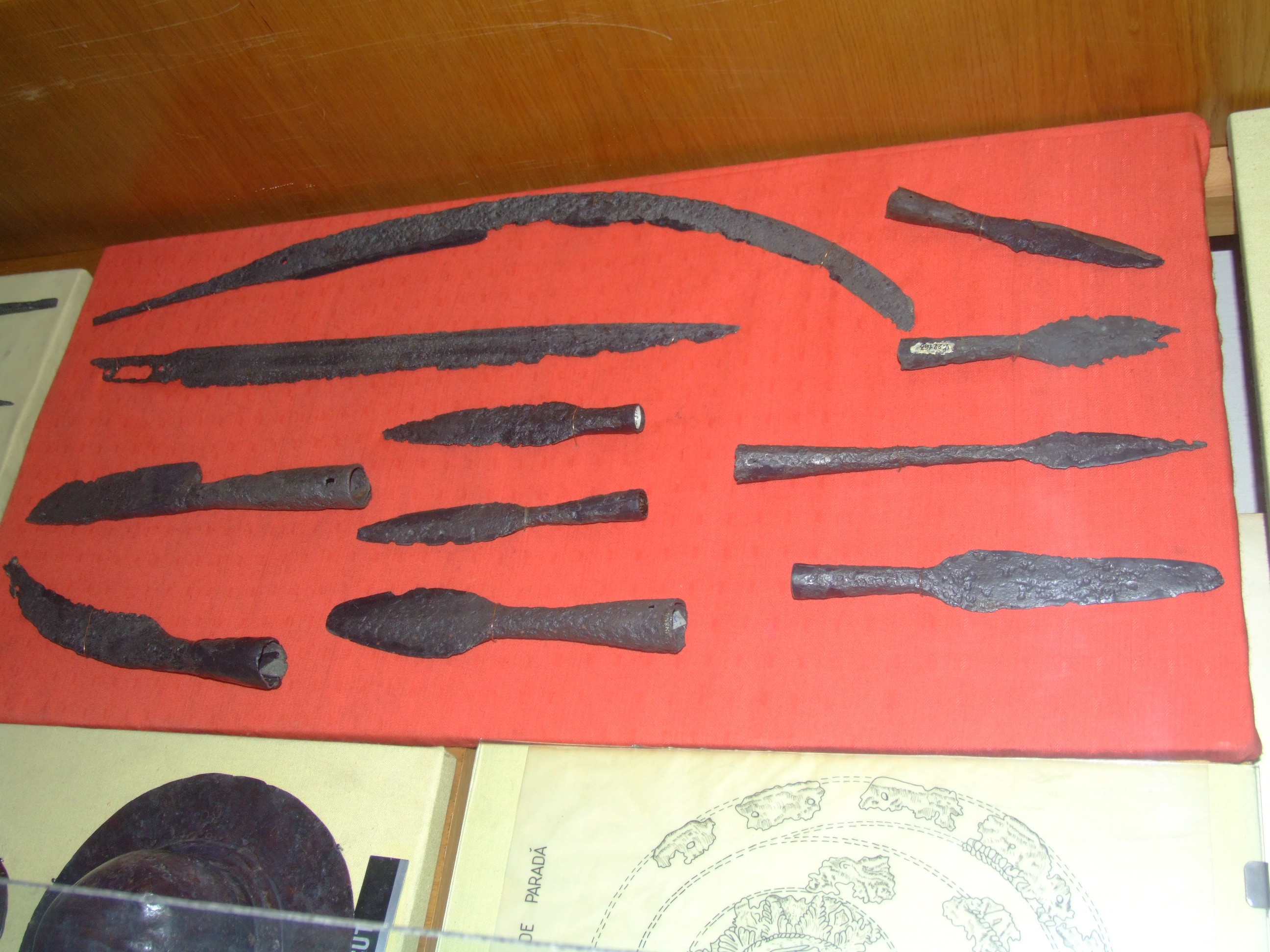
Dakische Falx, Bodenfund, oben

Die Falx muralis (Mauersichel) wurde von den Römern bei Belagerungen eingesetzt, um Mauern und andere Befestigungsteile einzureißen. Sie bestand aus einer langen Stange mit einem sichelförmig gebogenen, eisernen Ende.
Die Falx navalis bestand aus einem an einer langen Stange befestigten, scharfen Messer, mit denen man das Segel- und Tauwerk gegnerischer Schiffe zerschneiden konnte. Dieses Werkzeug und sein Gebrauch wird von Caesar in De bello Gallico als neue Entwicklung beschrieben und in seiner Form mit der bereits bekannten Falx muralis verglichen.